# Tomáš Vestenický
Tomáš Vestenický (Topoľčany, 6 aprile 1996) è un calciatore slovacco, attaccante del Colleferro. Nel campionato 2025-2026 è al  Formia.

## Carriera

### Club

#### Nitra
Vestenický ha cominciato la carriera con la maglia del Nitra. Ha esordito nella Superliga in data 13 settembre 2013, impiegato da titolare nella sconfitta interna per 0-1 contro lo Spartak Trnava. È rimasto in squadra fino al mese di gennaio 2014, totalizzando 6 presenze e nessuna rete nella massima divisione locale.

#### Roma
Il 1º febbraio 2014, la Roma ha ufficialmente annunciato d'aver ingaggiato Vestenický dal Nitra con la formula del prestito. Il 3 febbraio successivo, il giocatore è stato incluso nella lista dei convocati per il Torneo di Viareggio 2014. Il 18 luglio è stato convocato da Rudi Garcia in vista del test amichevole che la prima squadra avrebbe sostenuto contro l'Indonesia under 23 nella stessa giornata. Pur non venendo mai impiegato, nel corso del campionato 2014-2015 si è accomodato in panchina nelle sfide contro Empoli, Cagliari e Parma, valide rispettivamente per la 21ª, la 22ª e 23ª giornata della Serie A. Vestenický è stato poi riscattato dal prestito.

#### Modena
Il 4 agosto 2015, il Modena ha annunciato d'aver ingaggiato Vestenický con la formula del prestito per 18 mesi. Ha scelto la maglia numero 25. Il giocatore ha debuttato in squadra il 18 settembre, schierato titolare nella vittoria casalinga per 1-0 contro la Ternana. Il 22 gennaio 2016, il Modena ha comunicato ufficialmente l'interruzione del prestito di Vestenický.

#### KS Cracovia
Il 19 febbraio 2016, i polacchi del KS Cracovia hanno confermato l'ingaggio di Vestenický con la formula del prestito. Ha esordito nell'Ekstraklasa in data 2 marzo, sostituendo Boubacar Dialiba nella vittoria per 2-3 maturata sul campo del Ruch Chorzów. Il 13 giugno 2016 viene acquistato a titolo definitivo dal club polacco.

### Nazionale
Vestenický ha rappresentato la Slovacchia a livello Under-17, Under-19 e Under-21. Per quest'ultima selezione ha debuttato in data 6 settembre 2015, subentrando a Pavol Šafranko nella sconfitta per 1-0 sul campo della Bielorussia, match valido per le qualificazioni al campionato europeo di categoria del 2017.

## Statistiche

### Presenze e reti nei club
Statistiche aggiornate al 22 gennaio 2016.
| Stagione        | Club            | Campionato      | Campionato | Campionato | Coppe nazionali | Coppe nazionali | Coppe nazionali | Coppe continentali | Coppe continentali | Coppe continentali | Supercoppe | Supercoppe | Supercoppe | Totale | Totale |
| Stagione        | Club            | Comp            | Pres       | Reti       | Comp            | Pres            | Reti            | Comp               | Pres               | Reti               | Comp       | Pres       | Reti       | Pres   | Reti   |
| --------------- | --------------- | --------------- | ---------- | ---------- | --------------- | --------------- | --------------- | ------------------ | ------------------ | ------------------ | ---------- | ---------- | ---------- | ------ | ------ |
| 2013-gen. 2014  | Nitra           | SL              | 6          | 0          | CS              | 0               | 0               | -                  | -                  | -                  | -          | -          | -          | 6      | 0      |
| 2014-2015       | Roma            | A               | 0          | 0          | CI              | 0               | 0               | UCL+UEL            | -                  | -                  | -          | -          | -          | 0      | 0      |
| 2015-gen. 2016  | Modena          | B               | 3          | 0          | CI              | 1               | 0               | -                  | -                  | -                  | -          | -          | -          | 4      | 0      |
| gen.-giu. 2016  | KS Cracovia     | EK              | 11         | 1          | CP              | -               | -               | -                  | -                  | -                  | -          | -          | -          | 11     | 1      |
| Totale carriera | Totale carriera | Totale carriera | 20         | 1          |                 | 1               | 0               |                    | 0                  | 0                  |            | -          | -          | 21     | 1      |

## Palmarès

### Club

#### Competizioni nazionali
- Coppa di Polonia: 1

KS Cracovia: 2019-2020
- Supercoppa di Polonia: 1

KS Cracovia: 2020